# Крістанна Локен
Кріста́нна Со́ммер Ло́кен (англ. Kristanna Sommer Loken, норв. Løken; нар. 8 жовтня 1979, Гент, Нью-Йорк, США) — американська акторка, фотомодель та кінопродюсерка.

## Біографія
Народилась 8 жовтня 1979 року в місті Гент, штат Нью-Йорк, у сім'ї письменника та фермера Мерліна «Кріса» Локена та колишньої моделі Ренді Порат. Її бабусі та дідусі за батьківською та материнською лініях іммігрували з Норвегії у Вісконсин. Крістанна росла разом зі своїми батьками на фруктовій фермі. У неї є старша сестра Таня.
Локен — бісексуальна, зустрічалася як і з жінками, так і з чоловіками, надаючи перевагу жінкам.
У січні 2008 року оголосила про заручини з актором Ноєм (Ноа) Денбі. Пара побралася 10 травня 2008 року, але в листопаді 2009-го Локен повідомила, що розлучилася та почала зустрічатися з жінкою.
У травні 2016 року Локен народила сина Тора (англ. Thor), батько якого — Джонатан Бейтс (англ. Jonathan Bates), керівний директор JPMorgan Chase.

## Кар'єра
Почала акторську кар'єру в 1994 році, зігравши Даніель Андропулос #3 в епізоді серіалу «Як крутиться світ», а також взяла участь в кількох телевізійних шоу. Наступним великим проєктом за її участю став серіал «Смертельна битва: Завоювання», в якому вона зіграла Тажу. У 2003 році виконує свою найвідомішу роль кіборга Т-Х (Термінатрикс) у фільмі Джонатана Мостоу «Термінатор 3: Повстання машин». У 2004 році знімається у ролі Брунгільди в популярному німецькому телефільмі «Перстень Нібелунгів».

## Фільмографія
| Рік       |   | Українська назва                         | Оригінальна назва                             | Роль                         |
| --------- | - | ---------------------------------------- | --------------------------------------------- | ---------------------------- |
| 1994      | с | Як крутиться світ                        | As the World Turns                            | Даніель «Дені» Андропулос #3 |
| 1995      | с | Поліцейські під прикриттям               | New York Undercover                           | Ріна                         |
| 1996      | с | Закон і порядок                          | Law & Order                                   | Соня Даброу                  |
| 1996      | с | Чужі в сім’ї                             | Aliens in the Family                          | Тіффані Кіндолл              |
| 1997      | с | Лоіс та Кларк: Нові пригоди Супермена    | Lois & Clark: The New Adventures of Superman  | Пенні Барнс                  |
| 1997      | с | Зоряний шлях: Вояджер                    | Star Trek: Voyager                            | Маліа                        |
| 1997      | с | Журнал мод                               | Just Shoot Me!                                | Крістанна                    |
| 1996—1997 | с | Нещасливі разом                          | Unhappily Ever After                          | Сейбл О'Брайен               |
| 1997      | ф | Хлопці з Академії                        | Academy Boyz                                  | Лінда Бейкер                 |
| 1996—1998 | с | Хлопець пізнає світ                      | Boy Meets World                               | Дженніфер Бассетт            |
| 1997—1998 | с | Золоті крила Пенсаколи                   | Pensacola: Wings of Gold                      | Джанін Келлі                 |
| 1999      | с | Вир світів                               | Sliders                                       | Кетрін Кларк                 |
| 1998—1999 | с | Смертельна битва: Завоювання             | Mortal Kombat: Conquest                       | Тажа                         |
| 1999      | с | Поліцейські на велосипедах               | Pacific Blue                                  | офіцер Клер Кін              |
| 2000      | ф | Зона криміналу                           | Gangland                                      | Енжі                         |
| 2000      | с |                                          | D.C.                                          | Сара Логан                   |
| 2001      | ф | Повітряні терористи                      | Panic                                         | Джозі                        |
| 2001—2002 | с | Філадельфія                              | Philly                                        | Ліза Валенські               |
| 2003      | ф | Термінатор 3: Повстання машин            | Terminator 3: Rise of the Machines            | T-X                          |
| 2004      | ф |                                          | Worn Like a Tattoo                            | мати Мері                    |
| 2004      | ф | Кільце Нібелунгів                        | Curse of the Ring                             | Брюнгільда                   |
| 2005      | ф | Бладрейн                                 | BloodRayne                                    | Рейн                         |
| 2006      | ф | Любов з присмаком лайма                  | Lime Salted Love                              | Zepher Genesee               |
| 2007      | ф | В ім'я короля: Історія облоги підземелля | In the Name of the King: A Dungeon Siege Tale | Елора                        |
| 2007      | с | Міцний горішок Джейн                     | Painkiller Jane                               | Джейн Васко                  |
| 2007—2008 | с | Секс в іншому місті                      | The L Word                                    | Пейдж Собел                  |
| 2009      | ф | Дарфур: Хроніки об’явленої смерті        | Darfur                                        | Мелін Лосберг                |
| 2010      | ф |                                          | The Legend of Awesomest Maximus               | Хоттесса                     |
| 2010      | ф | У зв'язці                                | Ties That Bind                                | Хоуп Вебстер                 |
| 2011      | ф | S.W.A.T.: Перехресний вогонь             | S.W.A.T.: Firefight                           | Роза Волкер                  |
| 2011      | ф |                                          | Love Orchard                                  | Карен                        |
| 2011      | ф |                                          | Naked Before the World                        | Даєн                         |
| 2013      | ф | Мисливець за головами                    | Bounty Killer                                 | Катаріна                     |
| 2017      | с | Смертельна зброя (2016—2019)             | Lethal Weapon                                 | Адріана Стабіліто            |
| 2019      | ф | П'юріті Фолз                             | Purity Falls                                  | Ніколь                       |
| 2019—2020 | с |                                          | Dark Stories                                  | Крістіна                     |
|           | ф |                                          | Repeater (постпродакшн)                       | Над Сайкс                    |
| 2022      | ф |                                          | X: The End Time                               |                              |
|           | ф |                                          | Demo (препродакшн)                            | Маріса                       |
|           | ф |                                          | University Intelligence (анонс)               | Карен                        |

## Нагороди і номінації
| Рік  | Премія                                   | Організація                                              | Номінація                                    | Робота                        | Результат |
| ---- | ---------------------------------------- | -------------------------------------------------------- | -------------------------------------------- | ----------------------------- | --------- |
| 2003 | Cinescape Genre Face of the Future Award | Academy of Science Fiction, Fantasy & Horror Films, USA  | Жінки                                        | Термінатор 3: Повстання машин | Номінація |
| 2003 | Golden Schmoes                           | Golden Schmoes Awards                                    | Найсексуальніша акторка року                 | Термінатор 3: Повстання машин | Номінація |
| 2004 | «Сатурн»                                 | Academy of Science Fiction, Fantasy & Horror Films, USA  | Найкраща акторка другого плану               | Термінатор 3: Повстання машин | Номінація |
| 2004 | MTV Movie Award                          | MTV Movie Awards, Mexico                                 | Найсексуальніша лиходійка (Villana más Sexy) | Термінатор 3: Повстання машин | Номінація |
| 2004 | Short Film Award                         | New York International Independent Film & Video Festival | Найкраща акторка                             | Worn Like a Tattoo (2004)     | Перемога  |
| 2007 | «Золота малина»                          | Razzie Award                                             | Найгірша акторка                             | Бладрейн                      | Номінація |
| 2008 | Feature Film Award                       | New York International Independent Film & Video Festival | Найкраща акторка другого плану               | Кохання з присмаком лайма     | Перемога  |
| 2015 | Artemis Honoree                          | Artemis Women in Action Film Festival                    | Action Warrior                               |                               | Перемога  |